# Otto von Walterskirchen
Otto Wilhelm von Walterskirchen (Wolfsthal, 19 giugno 1833 – Vienna, 16 novembre 1912) è stato un diplomatico e nobile austriaco.

## Biografia

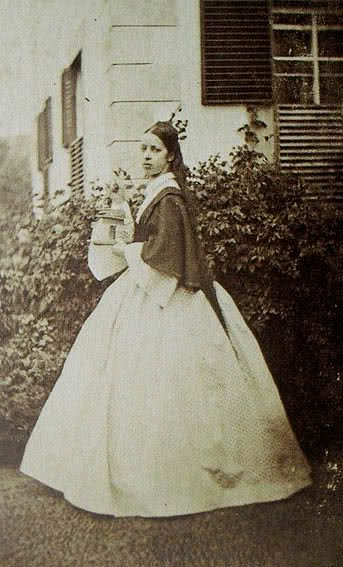
La contessa Karoline Hunyady von Kéthely, moglie di Otto von Walterskirchen e dama di compagnia dell'imperatrice Elisabetta di Baviera.

Discendente da una famiglia austriaca nobilitata nel 1643, Otto von Walterskirchen venne alla luce nella residenza di famiglia presso Wolfsthal, figlio terzogenito del consigliere segreto e ciambellano Georg von Walterskirchen (1796-1865) e di sua moglie, la contessa Ida von Fries (1811-1868).
Compì i propri studi presso l'Accademia Orientale di Vienna ed entrò nel servizio diplomatico austriaco nel 1853. Iniziò la propria esperienza sul campo presso le legazioni a Costantinopoli, Kassel ed a Stoccarda, divenendo poi segretario d'ambasciata a Parigi, a San Pietroburgo, a Berlino ed a Roma. Dal 1869 al 1872 fu ambasciatore austro-ungarico nel Regno di Württemberg, passando poi in Svezia (1872-1874). Nel 1876 decise di ritirarsi dal servizio attivo, ma venne richiamato nel 1883 come ambasciatore austro-ungarico nei Paesi Bassi (1888-1894). Come suo padre, nel 1858 venne nominato ciambellano e membro del consiglio segreto nel 1886. Nel 1907 ottenne il titolo di conte.
Nel 1871, sposò la contessa Karolína Hunyady de Kéthely (1836–1907), figlia dell'Hofmaster dell'imperatrice Elisabetta, il conte Josef Hunyady (1801-1869), a Ischl. Karolína era la dama di corte preferita dell'imperatrice Elisabetta dal 1854, ma dovette rinunciare a tale posizione a seguito del suo matrimonio. Dal loro matrimonio nacquero due figli, la figlia Ida e il figlio Josef Vilém.